# Helicobacter pylori
Helicobacter pylori ('spiraalvormige bacterie van de maagportier') is een gramnegatieve bacterie die bij de mens in de maag voorkomt. In West-Europese landen bij een steeds kleiner percentage, 10-20%, maar in minder ontwikkelde landen in veel hogere percentages, 60-90%. Bij veel mensen geeft de bacterie geen aanleiding tot klachten of ziekteverschijnselen, maar bij een klein percentage wel, namelijk vooral maagpijn, maagzweren, ontstekingen van het maagslijmvlies en twaalfvingerige darm. De bacterie wordt ook in verband gebracht met sommige vormen van maagkanker.

## Geschiedenis
Het bestaan van deze bacterie, die gedijt in de extreme omgeving van het maagzuur, is lang onbekend gebleven. Toch is er al voor 1900 over waarnemingen gepubliceerd, die echter weer in de vergetelheid raakten. De bacterie werd in 1982 herontdekt door de Australiërs Barry J. Marshall en J. Robin Warren, die ook aantoonden dat hij de oorzaak was van klachten en dat die klachten overgingen na het bestrijden van de bacterie. Zij ontvingen daarvoor in 2005 de Nobelprijs voor de geneeskunde. De bacterie werd eerst onderverdeeld in het geslacht Campylobacter, maar kreeg daarna het aparte geslacht Helicobacter vanwege een verschillende genetische samenstelling.

## Onderzoek
De bacterie kan aangetoond worden met een ademtest, een feces-test of, zoals de laatste tijd gebruikelijk, een bloedtest. Ook tijdens een gastroscopie worden vaak biopten genomen voor onderzoek op H. pylori.

## Vitamine B12-deficiëntie
Er is een causaal verband tussen chronische gastritis door Helicobacter pylori en vitamine B12-deficiëntie. Een niet volledig uitgeroeide H. pylori-infectie kan op termijn de productie van intrinsieke factor ondermijnen, een factor die noodzakelijk is voor de binding en absorptie van vitamine B12. Dit kan leiden tot een vitamine B12-deficiëntie. Veelal wordt deze vorm van vitamine B12-tekort te laat opgemerkt, omdat de vitamine B12-spiegels in het bloedserum lang (laag-)normaal kunnen blijven, terwijl op weefselniveau reeds tekorten zijn. Geavanceerdere methoden om de vitamine B12-status te bepalen, zoals bepaling van de concentraties methylmalonzuur (MMA) en homocysteïne (tHcy) in het serum kunnen het bestaan van een dergelijke subklinische vitamine B12-deficiëntie aan het licht brengen.

## Besmetting
Deze bacterie wordt doorgegeven via fecaal-orale besmetting of via aerosols. Mensen zijn het belangrijkste reservoir, naast mogelijk ook apen en varkens. De besmettingsgraad neemt toe met toenemende leeftijd en lagere sociaal-economische status.

## Kanker
De bacterie lijkt volgens de laatste gangbare inzichten mogelijk verantwoordelijk te zijn voor het ontstaan van sommige gevallen van maagkanker. Door het introduceren van de maagzuurremmers (H2-receptorantagonisten) in de jaren 1980, zoals cimetidine, daalde het aantal patiënten met maagkanker opzienbarend. Dit middel wordt tegenwoordig weinig meer voorgeschreven omdat het door andere, betere medicijnen (protonpompremmers), zoals omeprazol is vervangen. Daarentegen zijn er ook sterke aanwijzingen dat de aanwezigheid van Helicobacter pylori beschermt tegen adenocarcinoom van de slokdarm.

## Behandeling
De bacterie is maagzuurresistent; hij kan zich langdurig handhaven in het zure milieu van de maag en kan zelfs via de mond overgebracht worden. Hij kan bestreden worden (en daarmee de klachten van brandend maagzuur of gastritis) door een drievoudige therapie: een maagzuurremmer met twee soorten antibiotica. Als zuurremmer worden vaak omeprazol, lansoprazol en pantoprazol gebruikt. Deze worden gebruikt omdat antibiotica bij een te lage pH niet werkzaam zijn. De antibiotica die vaak worden voorgeschreven zijn clarithromycine en amoxicilline. In de loop der jaren zijn er ook andere varianten bij gekomen door bijvoorbeeld een van de antibiotica te vervangen door metronidazol (vooral bij mensen die allergisch zijn voor penicillinederivaten). Er wordt onderzoek gedaan naar de mogelijkheid om de bestrijding met minder medicatie uit te voeren. Een mogelijke alternatieve therapie is de toepassing van monoglyceriden van vetzuren met middellange ketens. Van monolaurine, de monoglyceride van laurinezuur, is aangetoond dat het H. pylori kan doden, naast andere micro-organismen.
De bacterie is niet erg besmettelijk: mensen die met succes behandeld zijn, raken meestal later niet opnieuw geïnfecteerd.

## Geografische spreiding
Uit genetisch onderzoek is gebleken dat Helicobacter pylori al lange tijd de mens als gastheer heeft. De genetische geschiedenis van een parasiet staat meestal los van die van de gastheer omdat er veel verspreiding van mens tot mens plaatsvindt. Daarentegen is er bij H. pylori sprake van een aantal stammen die de verspreidingsgeschiedenis van de mens over de aarde weerspiegelen. Zo hebben Aziaten en Polynesiërs verwante stammen die verschillen van die in Europa of Afrika. Toch is er wel sprake van enige overdracht. Onder blanke Zuid-Afrikanen komen naast Europese stammen ook stammen van Afrikaanse oorsprong voor.